# Іван Скоробагатько
Іван Скоробагатько (Скоробагатий, Скоробагатенко) (? — після 1678) — військовий діяч доби Гетьманщини, дипломат, генеральний осавул (1658 — 1659), наказний гетьман (1659).

## Життєпис
Народився не пізніше 1620 року. У Реєстрі 1649 року згадується як військовий товариш Чигиринського полку.
У роки Хмельниччини брав участь у бойових діях проти війська Речі Посполитої, а також виконував дипломатичні доручення гетьмана Б. Хмельницького. У травні-липні 1649 року перебував у складі посольства чигиринського полковника Ф. Вешняка до Москви. У червні-липні 1656 року сам очолював посольство до Москви, отримав від царя в подарунок дві пари соболів за 8 і 10 рублів.
За гетьманства Івана Виговського спочатку став чигиринським полковим осавулом, а у вересні 1658 року — генеральним осавулом. С. Величко характеризує І. Скоробагатька як «старого заслуженого чигринського козака».
Під час московсько-української війни — один із чільних полководців гетьмана І. Виговського. Під час облоги Варви московитами у листопаді 1658 року Скоробагатько очолив козацько-татарський корпус, посланий гетьманом для деблокади міста. У бою з московським воєводою Г. Ромодановським військо генерального осавула зазнало поразки, згодом Виговський послав Скоробагатька домовлятися про перемир'я з московитами.
Після поновлення бойових дій у січні 1659 року призначений І. Виговським наказним гетьманом. Облягав військо Г. Ромодановського у Лохвиці, 12 — 13 січня біля села Піски знищив загін козаків І. Іскри, що йшов на підмогу московитам. У травні очолював успішну оборону Ніжина від царських військ.
Після відречення Виговського від влади у вересні 1659 року зникає зі сторінок історичних хронік. Востаннє згадується у 1678 році, коли протягом нетривалого часу очолював Чигиринський полк.

## Родинні зв'язки
Родич (брат або син) Степан Скоробагатько у 1668 році був чигиринським сотником. Ймовірні нащадки Івана Скоробагатька жили селі Хмелеві Стародубського полку.